# Ойлерова права
Ойлеровата права е права във всеки триъгълник, определена от центъра на описаната около триъгълника окръжност (пресечна точка на симетралите), медицентъра (пресечната точка на медианите) и ортоцентъра (пресечната точка на височините), които при стандартните означения за триъгълник са съответно О, G и Н.

## Доказателство
За да се докаже, че трите точки лежат на една права, е необходимо да се покаже, че {\displaystyle {\overrightarrow {OG}}=\lambda {\overrightarrow {OH}}}. От теоремата на Хамилтон следва, че
{\displaystyle {\overrightarrow {OH}}={\overrightarrow {OA}}+{\overrightarrow {OB}}+{\overrightarrow {OC}}\ (1)}
От друга страна, за произволна точка е в сила равенството (вж. медицентър):
{\displaystyle {\overrightarrow {OG}}={\dfrac {1}{3}}\left({\overrightarrow {OA}}+{\overrightarrow {OB}}+{\overrightarrow {OC}}\right)\ (2)}
От {\displaystyle (1)} и {\displaystyle (2)} се стига до извода, че
{\displaystyle {\overrightarrow {OG}}={\dfrac {1}{3}}{\overrightarrow {OH}}}.
С това се доказва, че точките {\displaystyle O}, {\displaystyle G} и {\displaystyle H} лежат на една права.

## Свойства
- Освен че трите точки {\displaystyle O}, {\displaystyle G} и {\displaystyle H} лежат на една права, в сила е и съотношението {\displaystyle OG:GH=1:2}.
- Ако Ойлеровата права минава през връх на триъгълника, то той е равнобедрен и/или правоъгълен (като едното не изключва другото).
- На Ойлеровата права лежи центърът {\displaystyle N} на окръжността на Фойербах (още наречена „окръжност на деветте точки“).[1] В сила са съотношенията: {\displaystyle ON:NH=2:1}, {\displaystyle OG:GN=2:1}, {\displaystyle GN:NH=1:3}. [2]
- Също така, на Ойлеровата права лежи точката на Лоншан, дефинирана като ортоцентър на антикомплементарния на дадения триъгълник. [2]